# La Chapelle-d'Alagnon
La Chapelle-d'Alagnon é uma comuna francesa na região administrativa de Auvérnia-Ródano-Alpes, no departamento de Cantal. Estende-se por uma área de 9,08 km². Em 2010 a comuna tinha 255 habitantes (densidade: 28,1 hab./km²).